# Flúor odontológico

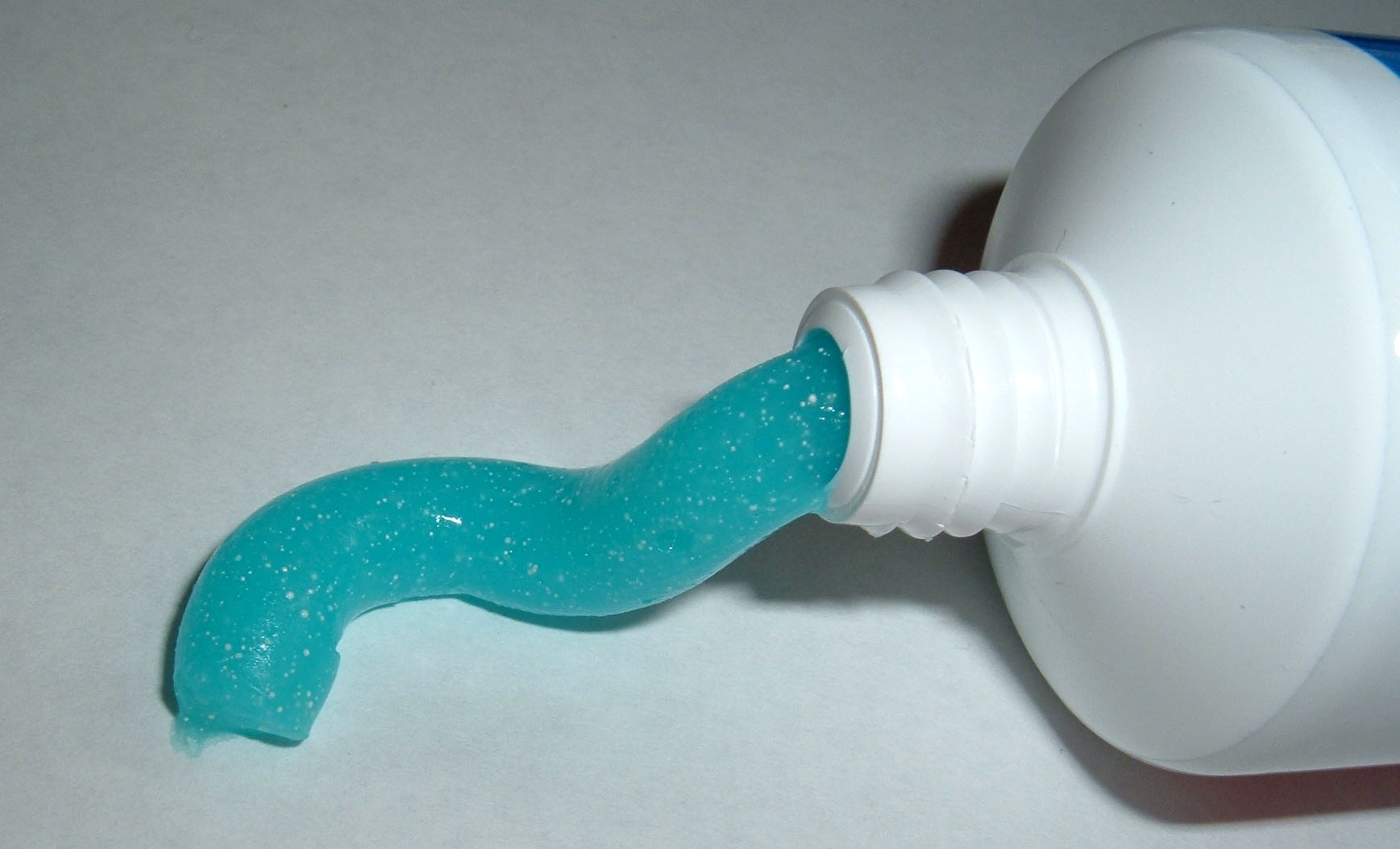
Uma das formas disponíveis de flúor são os dentifrícios.

O uso do flúor odontológico é imprescindível como meio complementar para o êxito no controle da cárie dental.
A promoção de saúde bucal pode ser feita pelo controle de placa dental, da dieta, e pelo uso de flúor (F). No entanto, para que este uso seja fundamentado mais na razão do que no empirismo, utilizamos hoje do conhecimento existente em pelo menos 4 níveis:
1. Dinâmica do Desenvolvimento da Lesão de cárie;
2. Entendimento do Mecanismo de Ação;
3. Conhecimento sobre Farmacocinética;
4. Toxidade.

Este conhecimento fornece a base não só para usar o flúor mas o deixando de ser uma responsabilidade da odontologia preventiva, mas como uma necessidade de toda a Odontologia para que realmente a mesma seja reconhecida como profissão de saúde e, portanto, consiga preservar o dente na cavidade bucal.

## Mecanismo de ação
Pelo fato de que seu efeito na prevenção da cárie ter sido descoberto ingerindo água fluoretada, atribui-se o flúor basicamente incorporado no esmalte a razão pelo qual havia um menor número de dentes cariados nas regiões com água fluoretada. Desta maneira difundiu-se o conceito de dente resistente à cárie em função da sua composição química do esmalte, e especificamente em relação ao F significaria que quanto mais flúor tivesse um dente menos seria ele solúvel aos ácidos da placa dental e, portanto, obter-se-ia maior redução de cárie.
No entanto, isto foi conduzido por um raciocínio elementar sendo supervalorizado. Uma série de observações dão hoje uma nova concepção em como o F age controlando o processo de cárie. Assim:
1. Na realidade o dente de um indivíduo que ingeriu água fluoretada não é composto de fluorapatita (FA), pois se assim o fosse ele teria 38:000 ppm, e, no entanto encontra-se no esmalte em média 100 ppmF com o máximo de 3000 ppmF na superfície dental.
2. Na realidade, no esmalte de quem ingeriu água fluoretada tem-se apatita fluoretada (AF), cujo comportamento físico-químico de solubilidade é o mesmo da HA.
3. Pessoas que nasceram e viveram em região de água fluoretada quando da paralisação da fluoretação da água ou devido a se mudarem-se para outra região sem água fluoretada passaram a ter uma experiência de cárie como se não tivessem ingerido o flúor, isto é, o F incorporado no esmalte não confere resistência à cárie.
4. 1000 ppm na apatita carbonatada (composição química semelhante a do esmalte), confere-lhe menor redução de solubilidade do que apenas 1,0ppmF na solução ácida simulando o que ocorre ao nível de placa dental.
5. Atualmente, no mundo industrializado e desenvolvido, não há diferença de prevalência de cárie dental quer tenha-se ou não água fluoretada.
6. O efeito dos métodos tópicos em reduzir cárie não está relacionado à quantidade de F incorporado ao esmalte.
7. Simulando o processo de cárie dental, a simples presença de F nas soluções ácidas subsaturantes de Ca xP reduz a solubilidade do esmalte. Se o pH for 5,0 basta 0,05 ppmF, se será necessário 5,0ppm.[carece de fontes?]

Assim conclui-se que F dinamicamente importante é aquele presente constantemente na cavidade bucal, participando do processo de cárie e agindo diretamente nos fenômenos de desmineralização e remineralização.
Deste modo, o F age melhor reduzindo a solubilidade do esmalte por sua simples ação dinâmica no meio líquido (fluido da placa e esmalte) a nível da lesão de cárie do que pela sua posição estática incorporado em concentração não significativa no esmalte. É o que ocorre quando ingere-se açúcar e atingi-se na placa dental um pH menor que 5,5. Havendo a presença de F na placa dental (0,02ppm), embora o dente perca Ca e P para o meio bucal em função da subsaturação em relação ao produto de solubilidade da HA, ele ganhará Ca e F do meio pelo fato de que este mantém-se ainda (pH <5,5 > 4,5) supersaturante em relação ao produto de solubilidade da FA.

## Farmacocinética
O importante é manter flúor constante na cavidade bucal. Para tal podem ser utilizados métodos chamasistêmicos — água fluoretada, sal fluoretado, comprimidos e gotas com flúor — e os tópicos — aplicação tópica profissional, bochechos e pastas de dente fluoretadas.

### Sistêmico
Quando se utiliza um método sistêmico, a manutenção de flúor constante na cavidade bucal é feita da seguinte maneira:
1. Quando ingere, por exemplo, água fluoretada o flúor entra imediatamente em contato com os dentes no ato de ingestão. O flúor deglutido é absorvido pelo estômago e imediatamente retorna à cavidade bucal através da reciclagem pela saliva e fluido gengival;
2. nos períodos entre as ingestões o flúor é mantido constante na saliva metabolicamente. Assim, utilizando de um método sistêmico, parte do flúor absorvido se incorpora nos ossos e depois de um certo tempo de ingestão ininterrupta, que é inversamente proporcional à idade, atinge-se o que se chama de estado aparente de equilíbrio da concentração de F no sangue. Este estado  aparente de equilíbrio reflete o equilíbrio de flúor renovável (lábil) nos ossos em relação ao sangue e depende da ingestão contínua de F. Paralisando-se a ingestão de F constante no sangue (não há homeostasia) e, portanto, o nível cai. Quando volta-se a tomar o F restabelece-se novamente o equilíbrio, o que é válido para qualquer parte do organismo, logo à cavidade bucal.

Isto significa que é impossível manter F constante na cavidade bucal por métodos sistêmicos a não ser usando-o freqüentemente. Assim, quando é paralisada a fluoretação da água há perda do efeito cariostático do F, o que deve ser atribuída à sua não manutenção ao nível de placa dental para participar diretamente dos processos de desmineralização-remineralização.
Quando é paralisada a fluoretação de água há um decréscimo significativo de F na placa dental, a qual é restabelecida quando da refluoretação. Isto explicaria o porque as pessoas passam a ter a mesma experiência de cárie como se nunca tivessem tomado flúor, quando deixam de utilizar água fluoretada, embora já tivessem flúor incorporado ao esmalte durante sua formação.

### Tópico
Com relação aos métodos tópicos a manutenção de F na cavidade bucal se faz de maneira análoga aos sistêmicos com uma única diferença. À semelhança dos sistêmicos o flúor é oferecido à cavidade bucal no ato de bochechar, escovar os dentes, assim como ocorre quando se ingere água, mastiga-se um comprimido de flúor ou usa-se flúor gotas. Após certo tempo este F solúvel na saliva é eliminado da cavidade bucal, portanto, é importante considerar qual o período do dia que reteria o flúor por mais tempo. Assim, hipoteticamente o uso de F antes de dormir deve ser aconselhado desde que o fluxo salivar durante o sono é desprezível. Por outro lado, enquanto entre as ingestões o método sistêmico mantém F constante através do equilíbrio com o osso lábil, o método tópico depende da camada de fluoreto de cálcio (CaF2) formada sobre o esmalte-dentina, a qual está em equilíbrio com a saliva.
A quantidade de CaF2 formada é função direta da concentração de F↑ no método e inversa ao pH↓ do mesmo. Isto é, forma-se mais CaF2 imediatamente que a 0,05%. Por outro lado, forma-se mais CaF2 utilizando NaF 2% pH 3,0–4,5 em H3PO4 (flúor-fosfato acidulado) do que NaF a 2% em H2O (flúor neutro). Esta quantidade de CaF2 formada seria importante quando considera-se o risco a cárie significaria outro meio de manter mais constante na cavidade bucal.

## Administração

### Fluoreto sistêmico

#### Fluoreto dos suprimentos de água da comunidade
Pesquisas epidemiológicas clássicas sobre a prevalência das cáries dentárias, efetuadas por H. Trendley Dean e outros, durante o final da década de 1930 e início da década de 1940, demostraram um relação inversa entre a prevalência das cáries e a concentração de fluoreto na água ingerida. Inicialmente, estas pesquisas limitavam-se as crianças de idade escolar residentes em diferentes cidades com níveis naturalmente alto ou baixos de fluoretos nos suprimentos de água pública. Subseqüentemente, foi demostrado que em adultos, bem como crianças que consumiam continuamente água fluoretada, perdem menos dentes e possuem menor grau de deterioração, ausência ou obturação dos dentes. De crescente importância em relação à odontologia geriátrica é a constatação de que a resistência durante toda a vida em comunidades com fluoreto de ocorrência natural na água ingerida propicia uma redução significativa na prevalência de cáries da raiz e/ou obturações da raiz.
A fluorose foi diretamente relacionada à concentração de fluoreto na água ingerida. Um nível ótimo de fluoreto no suprimento de água fornece uma proteção significativa contra cáries, porém produziriam risco mínimo de fluorose. A concentração ótima depende da média anual da temperatura máxima diária do ar na comunidade (a temperatura influência a quantidade de água ingerida). Nos climas temperados, em que a média anual da temperatura máxima diária do ar varia entre 14,7º e 17,7º, o nível ideal de fluoreto é de 1,0 ppm. Estudos independentes cuidadosamente controlados, efetuados entre a década de 40 e a década de 60, mostraram que, se for adicionado fluoreto ao suprimento de água doméstica, para produzir níveis ideais (fluoreto controlado de água), a deterioração poderá ser reduzida apenas nos Estados Unidos e Canadá, que foram os primeiros países a iniciar tais programas, como também em diversas populações na Austrália, Hong Kong, Irlanda, Alemanha, Países Baixos, Nova Zelândia e Reino Unido.
Mais recentemente, devido ao uso diário disseminado de fluoreto tópico e à ingestão, em regiões não-fluoradas, de alimentos contendo fluoreto e bebidas feitas em localidades fluoradas, a diferença na prevalência de cáries entre comunidades fluoradas e não-fluoradas foi de 15% a 40%, dependendo da área e do grupo etário examinado. Em algumas regiões dos Estados Unidos, uma elevada proporção da população vive em comunidades com fluoração ideal, de modo que a minoria que habita em locais onde o fluoreto da água é subótimo pode obter quantidades significativas de fluoreto a partir de alimentos e bebidas processadas nas áreas de fluoração ótima, produzindo um efeito de "difusão" ou "halo" na redução das cáries dentárias. Estudos realizados no Canadá documentaram o processamento de bebidas, particularmente de bebidas refrigerantes, em comunidades fluoretadas e sua distribuição em regiões não-fluoretadas. Entretanto, o efeito de "difusão" não se aplica uniformemente em toda a área dos Estados Unidos. Por exemplo, existem acentuadas diferenças regionais entre o Centro-Oeste, cuja fluoração é de 74%, e a Costa do Pacífico, onde 19% da população recebem suprimentos de água com fluoração ótima. Os benefícios da fluoração da água na prevenção das cáries são inversamente relacionados com a extensão da fluoração dos suprimentos de água da comunidade na região. Estima-se que 135 milhões de pessoas nos Estados Unidos - cerca de 61% da população servida com suprimentos de água pública - recebam água potável com fluoreto de ≥ 0,7 ppm. No mundo, mais de 300 milhões de pessoas estão consumindo água com fluoração ou que naturalmente contém concentrações ótimas de fluoreto.
Os oponentes da fluoração de água questionaram sua segurança; todavia, a cuidadosa comparação de comunidades com concentrações ótimas versus subótimas de fluoreto nos suprimentos de água não detectou nenhuma diferença significativa na freqüência de defeitos congênitos ou nas estatísticas de mortalidade (incluindo mortes por cardiopatia, cançer e acidentes vascular cerebral). A fluoração ideal da água inserida não produz um risco detectável de câncer nos seres humanos, conforme evidenciado por extensos dados de epidemiologia humana.
Informações adicionais sobre fluoretação da água de abastecimento público podem ser encontradas em Fluoretação.

#### Fluoração dos suprimentos de água escolares
Como não existem suprimentos centrais de água para grandes segmentos da população mundial, foram procurados outros métodos de ´prevenção das cáries. As pesquisas mostraram que o ajuste do conteúdo de fluoreto de um suprimento de água escolar irá produzir uma redução nas cáries dentárias, sem fluorose  dentária sujeita a objeções. As crianças passam anualmente 20 a 25% do total de suas horas de virgília na escola. Para compensar esta exposição parcial ao fluoreto, a concentração atualmente recomendada para a fluoração da água escolar é de quatro vezes e meia o valor ótimo recomendado para a fluoração da água da comunidade na mesma área geográfica. A principal desvantagem da fluoração escolar é que as crianças só começam a freqüentar a escola e a ingerir esta água com cinco a seis anos de idade. A prevenção máxima das cáries ocorre quando a água fluoretada é consumida desde o nascimento. Além disso, a proteção não continua quando a criança deixa a escola.

### Fluoreto tópico

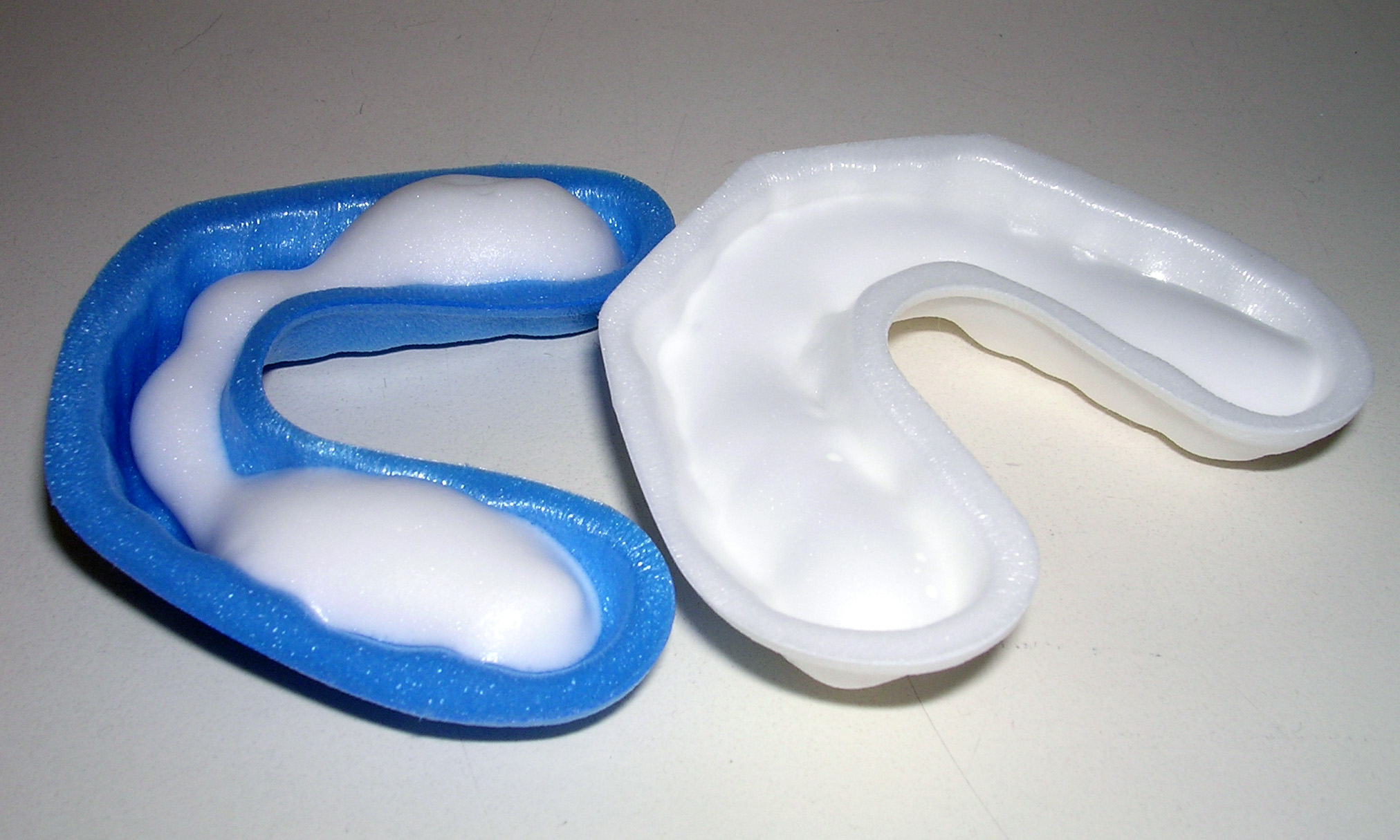
Flúor em uma moldeira

#### Aplicação tópica por profissionais
A aplicação tópica de fluoreto concentrado por um dentista ou higienista dental é um procedimento aceito para a prevenção de cáries, que produz uma redução de cerca de 30% na deterioração. As soluções neutras de fluoreto de sódio (2%) foram testadas pela primeira vez no início da década de 40 e reduziram as cáries. Os dentes eram inicialmente limpos com pasta de pedra-pomes, e a solução era aplicada aos dentes durante três minutos. A aplicação, mas não a limpeza com pedra-pomes, era repetida a intervalos semanais até um total de quatro aplicações aos três, sete, onze e treze anos.
Esta sequência de aplicação foi utilizada mais amplamente em programas de saúde pública do que na prática privada. Na década de 50, foram introduzidos as soluções de fluoreto estanhoso (8%). O procedimento também envolvia o polimento da coroa, e o fluoreto estanhoso era aplicado durante quatro minutos a cada seis meses. As soluções aquosas de fluoreto estanhoso têm a desvantagem de sofrer rápida hidrólise e oxidação; devido a esta instabilidade, devem ser preparadas no momento de cada tratamento. Sem dúvida alguma, a forma mais popular de tratamento com flúor, no consultório, consiste na aplicação de fluoreto de fosfato acidulado na forma de solução ou gel. Os fármacos com APF devem ter um pH de aproximadamente 3,0 e conter fluoreto a 1,23% e ácido ortofosfórico 0,1M. O baixo pH deste fármaco favorece a captação mais rápida do fluoreto pelo esmalte, e a presença do ortofosfato impede a dissolução do esmalte pelo efeito iônico comum.

#### Auto-aplicação em casa
Pode-se aplicar em casa, mas é sempre bom deixar isso para profissionais da área, o flúor é toxico e tem que haver manutenção de um dentista para não haver danos ao invés de bens.

## Toxicologia
ou veja Intoxicação por flúor

### Toxidade aguda
Paracelsus declarou que "todas as substâncias são venenos; nenhuma que não seja veneno. A dose certa é que diferencia um veneno de um remédio". O fluoreto não é exceção a esta observação histórica. Quando ingerido em quantidades de 1 a 3 mg/dia, como seria o caso em comunidades com fluoração ótima, é perfeitamente seguro. Entretanto, uma dose de 5 a 10 g de fluoreto de sódio (aproximadamente 2,5 a 5 g de fluoreto) é uma dose fatal para o adulto, e quantidade menores são letais para as crianças. Foram relatados incidentes de envenenamento agudo pelo fluoreto em decorrência de acidentes industriais, inalação de substâncias usadas em fumigações, ingeridas de inseticidas domiciliares contendo fluoreto ou tentativa deliberada de suicídio.
Tipicamente, os pacientes com grave envenenamento por fluoreto apresentam:
- náusea,
- vômito, e
- diarreia,
- hipotensão progressiva, (ver: hipotensão)
- hipocalcemia e
- hiipomagnesemia pronunciadas,
- acidose,
- irregularidades cardíacas, como a taquicardia ventricular e, algumas vezes,
- fibrilação e
- assistolia.

O tratamento bem-sucedido baseia-se no início precoce dos seguintes procedimentos:
1. etapas para impedir a absorção sistêmica adicional de fluoreto (por exemplo, lavagem gástrica com líquido contendo cálcio);
2. monitoração cardiopulmonar e preparação para intubação endotraqueal e cardioversão com corrente contínua;
3. exames de sangue imediato e frequentes, particularmente determinação do cálcio, magnésio, potássio e pH do plasma;

### Toxidade crônica
Antigamente, a instalação crônica de fluoreto constitui um risco industrial em trabalhadores que manipulavam fluoreto de alumínio. Resultava em alterações esqueléticas incapacitantes, com calcificação dos ligamentos , cifose e limitação da motilidade da coluna vertebral e tórax. Os modernos regulamentos de higiene industrial exigem o uso de purificadores de ar, para remover as partículas de fluoreto. A fluorose esquelética incapacitante não constitui um problema de saúde pública nos Estados Unidos, conforme evidenciação pelos relatórios de apenas cinco casos em 30 anos. De maior preocupação é a fluorose da dentição.

## Custos
O custo da fluoretação da água de abastecimento público é inexpressivo. Um máximo de 5,41 dólares per capita/ano em cidades com menos de 10 000 habitantes e um mínimo 0,12 dólares per capita/ano em cidades com mais de 200 000 habitantes. O custo médio fica em torno de 0,51 dólares per capita/ano. Mesmo considerando uma inflação média de 4% ao ano nos Estados Unidos, o valor resultante, em dólares, será irrisório.
Newbrun estimou que a fluoretação proporciona uma economia de até 50 vezes em relação a cada dólar nela investido.
Os quatro componentes de flúor mais comumente utilizados são: Fluossilicato de Sódio — Na2SiF6, Ácido Fluossilícico — H2SiF6, Fluoreto de Sódio — NaF e Fluoreto de Cálcio ou Fluorita — CaF2.

## Uso racional
Considerando o exposto anteriormente de que a ação do flúor é participar diretamente do processo de cárie mantendo-se sob controle e que o risco à cárie é individual, o uso racional do flúor implica na razão da sua presença mais constante na cavidade bucal em função da necessidade. Esse raciocínio não foi utilizado no passado pois considera-se que a ação do flúor era profilática em termos da quantidade incorporada no esmalte e que todos indivíduos eram de alto risco à cárie.

## Oposição
Como a maioria das ações de saúde pública, desde a sua implantação a fluoretação tem enfrentado grupos opositores. Basta lembrar que até Rui Barbosa foi contra a vacinação no Brasil em 1904. Estes grupos mudaram sua argumentação de acordo com os assuntos mais em voga, especialmente nos Estados Unidos.
Aparentemente, a vocalização dos líderes destes grupos lhes propicia uma plataforma instantânea — convites para falar nos Estados Unidos, Canadá e outros países e para testemunhar nos casos de governo e nos tribunais. Em outras palavras, eles conseguem um reconhecimento e uma ilusão de poder que de outra forma não conseguiriam.
A argumentação com estes grupos costuma ser difícil devido às manobras utilizadas. O Dr. Newburn (1996) relata um caso ocorrido em San Antonio, Texas, em 1985. Na noite anterior a um referendum sobre fluoretação, houve debate na televisão. O diretor da Estação requereu que todos os debatedores fossem residentes de San Antonio (Texas), o que desqualificou o Dr. Everett Koop, ministro da saúde dos EUA e pró-fluoretação. Contudo Dr. John Yamouyannis, que reside em Ohio, apareceu na estação com um cartão de eleitor registrado em San Antonio e por razão foi um dos debatedores. No Brasil, no Rio de Janeiro, foi organizado um debate entre o Dr. Yamoyannis e o Dr. Pinto é uma liderança inconteste na luta pela fluoretação no Brasil e é reconhecido internacionalmente. Acabado o debate em recinto fechado, foram dados ao Dr. Yamoyannis cinco minutos no Jornal Nacional da Rede Globo e nenhum tempo foi dado ao Dr. Pinto. Em razão da diferença de audiência, o resultado do debate se tornou sem significado. Na realidade o Dr. Yamoyannis disse, pela televisão, para uma audiência nacional, que não havia argumentos a favor da fluoretação. Cirurgiões-dentistas, professores de Odontologia e outros profissionais, médicos e não-médicos, que compareceram ao debate forem unânimes em reconhecer a argumentação científica superior do Dr. Pinto. Estes são dois exemplos de manipulação e má-fé utilizados pelos que combatem a fluoretação.

## Perspectiva de progresso
As perspectivas para um aumento no número de pessoas recebendo água fluoretada são incertas. Os progressos têm sido exasperadoramente lentos em quase todo o mundo.